# Кућа Милана Јовановића
Кућа Милана Јовановића, налази се у Ваљеву, у улици Вука Караџића 40, подигнута је 1924. године. Кућа представља непокретно културно добро као споменик културе од великог значаја.

## Изглед куће
Кућу је за своје потребе подигао познати ваљевски трговац и винар Милан Јовановић, отац народног хероја Жикице Јовановића Шпанца у којој је на спрату био стамбени простор, а у приземљу трговина.
Зграда је постављена на регулационој линији улице и има основу у облику слова “Г”. Главна, улична фасада је компонована симетрично са назначеним главним улазом на средини и еркером изнад њега у спратном делу. Врх грађевине истиче атика дужине целе уличне фасаде, са истакнутим централним делом.

## Значај
Одлука о утврђивању куће Милана Јовановића у Ваљеву за споменик културе, Решење Завода за заштиту и научно проучавање споменика културе НРС број 827/49 од 16.05.1949. године.
Територијално надлежан завод за кућу Милана Јовановића је Завод за заштиту споменика културе Ваљево.
Број у централном регистру је СК 583 од 20.12.1983. године а број 13 у ригистру надлежног Завода је 15.11.1993. године.